# Округ Сан Хуан (Колорадо)
Сан Хуан (енгл. San Juan County) је округ у америчкој савезној држави Колорадо. По попису из 2010. године број становника је 699. Седиште округа је град Силвертон.

## Демографија
Према попису становништва из 2010. у округу је живело 699 становника, што је 141 (25,3%) становника више него 2000. године.
| Група             | 2000.       | 2010.       |
| Белци             | 509 (91,2%) | 595 (85,1%) |
| Афроамериканци    | 0 (0,0%)    | 0 (0,0%)    |
| Азијати           | 1 (0,2%)    | 8 (1,1%)    |
| Хиспаноамериканци | 41 (7,3%)   | 84 (12,0%)  |
| Укупно            | 558         | 699         |